# Алекс Ји
Александер Амос Ји (Лондон, 18. фебруар 1998) је британски професионални триатлонац и тркач на дуге стазе. Он је светски и олимпијски шампион у стандардном или „олимпијском“ триатлону из 2024. године, други човек који је освојио обе титуле у једној години.
Освојио је златну медаљу у мушком триатлону на Летњим олимпијским играма 2024. у Паризу, сребрну медаљу у истој дисциплини на Олимпијским играма у Токију 2020, златну медаљу у мешовитој штафети у триатлону на Олимпијским играма у Токију 2020. и бронзану медаљу у истој дисциплини на Летњим олимпијским играма 2024. у Паризу. Са две златне, једном сребрном и једном бронзаном медаљом, Ји је најуспешнији триатлонац у историји Олимпијских игара.
Ји је такође био шампион у триатлону на Играма Комонвелта 2022. године, како у мушкој, тако и у мешовитој екипној конкуренцији. Поред укупне победе 2024. године, он је двоструки освајач медаље на Светском првенству у триатлону, сребрне 2022. и бронзане 2021. године.
Године 2022, Ји је освојио своје прво појединачно светско првенство, Светско првенство у спринту у триатлону 2022. у Монтреалу у Канади. Ји је такође био део штафетног тима који је освојио златну медаљу на Светском првенству у мешовитом триатлону у Нотингему 2019. године. Освојио је сребро у истој дисциплини у Монтреалу, обезбедивши Великој Британији прва места у квоти за Летње олимпијске игре 2024. године.
Године 2022, постао је први светски шампион у еспорт триатлону, након што је завршио други на триатлону у Лондону и Сингапуру.
Као тркач на дуге стазе, Ји је био британски шампион на 10.000 метара 2018. године и предводио је Велику Британију до екипне сребрне медаље на Европском купу на 10.000 метара, пошто су обе трке биле комбиноване као део фестивала „Ноћ 10.000 метара“ на Парламентарном брду . Представљао је Велику Британију на наредним Европским првенствима у атлетици . Вративши се друмским тркама након што је освојио двоструку титулу у триатлону 2024. године, истрчао је свој први Лондонски маратон 2025. године .

## Младост и образовање
Ји је рођен 18. фебруара 1998. године, од оца Кинеза рођеног у Мозамбику, Рона Јија и мајке Енглескиње, Еме Амос Ји. Одрастао је у Луишаму, у Лондону, и похађао је предшколску школу Стилнес и основну школу Стилнес у Онор Оук Парку. Студирао је у школи Кингсдејл фондације у Вест Далвичу, а затим је наставио студије основних студија из спорта и науке о вежбању на Универзитету Лидс Бекет.

## Каријера

### 2016–2019
4. јуна 2016. године Ји је освојио ITU Светско јуниорско првенство у дуатлону у Авилесу на северу Шпаније. Као резултат тога, био је у ужем избору за награду SportsAid One to Watch коју је касније освојио, примивши награду од Сер Моа Фараха на церемонији у новембру.
На трци ITU Светског купа у триатлону у Каљарију на Сардинији, у Италији, 4. јуна 2017. године, Ји се заплео са другим такмичарем на бициклу и ударио у бетонски стубић, задобивши преломе ребара и пршљенова и пнеумоторакс (колапс плућа). Дана 19. маја 2018. Ји је поставио лични рекорд (PB) на 10.000 метара резултатом 27:51,94, мање од пет секунди иза британског рекорда за млађе од 23 године од 27:47,0 који је 1971. године поставио Дејв Бедфорд. Раније те године, Ји је поставио тада друго најбрже време на Паркрану, са временом од 13:57 у Далвичу.
Ји је започео своју триатлон сезону 2018. године освајањем 6. места на Европском купу у спринт триатлону Гран Канарија, а затим је освојио 8. место на Светском купу у Каљарију, вративши се на место где се годину дана раније несрећом догодио. У јуну се такмичио у Антверпену, где је забележио разочаравајуће 49. место (упркос најбржем делу трке), а затим се у септембру такмичио у категорији до 23 године на ITU Светском триатлонском великом финалу у Голд Коусту, завршивши на 10. месту. Касније истог месеца, први и једини пут се попео на подијум 2018. године, освојивши бронзу на ИТУ Светском купу у Вејхају у Кини.
Ји је дебитовао на ITU Светској триатлонској серији у Абу Дабију спринт трком 8. марта 2019. године. Након снажног пливања и вожње бицикла, забележио је други најбржи резултат од 5 минута. км трке и завршио други иза Марија Моле у трци у којој је девет пута одустало од трке. Уочи трке, Ји је потврдио свој став да је пре свега триатлонац, упркос томе што је тркач на националној ранг листи, и изјавио је своју намеру да се квалификује за Олимпијске игре у Токију 2020. године. Након тога је учествовао на свом првом такмичењу ITU World Triathlon Series на стандардној дистанци у Јокохами у Јапану, завршивши на 5. месту у укупном пласману. Касније исте године, освојио је злато у Нотингему у штафети мешовитог тима у јуну, у мање него идеалним временским условима, што је резултирало променом формата трке у дуатлон (трчање, вожња бицикла, трчање). Џорџија Тејлор-Браун је победила у првој деоници, а затим Бен Дајкстра, Софи Колдвел у трећој и Ји у стартној деоници, чиме је осигурала победу испред Швајцарске која је освојила сребро, а Француске бронзану медаљу.
Репрезентација Велике Британије освојила је сребро два месеца касније у истој дисциплини у Токију, када је Јија на финалној етапи победио Доријан Конинкс, представник Француске. Постава је била измењена у односу на ону из Нотингема, са Џес Лирмонтом, Гордоном Бенсоном, Софи Колдвел и Јијем у последњој утакмици. Овај успех уследио је након разочаравајућег резултата у јулу у Хамбургу где је тим завршио на 10. месту у укупном пласману, а тим су на последњој етапи чинили Џес Лирмонт, Џони Браунли, Џорџија Тејлор-Браун и Ји. Лирмонт је наишао на проблеме у пливачкој трци, што је резултирало тиме да је екипа Велике Британије ушла у Т1 на 15. месту и није успела да надокнади заостатак у наредним етапама. Појединачно, Ји је завршио сезону забележивши 13. место у великом финалу у Лозани у Швајцарској, и укупно 12. место на ITU WTS ранг листи, са 2521 поеном из 5 трка.

### 2020–2024
Дана 8. августа 2020. године, на подијуму 5 км у Бароуфорду, Ланкашир, Ји је трчао 13:26 иза победника Марка Скота који је трчао 13:20, другог најбржег од 5. км време икада од стране британског атлетичара. Касније тог месеца, Ји је постигао лични рекорд од 7:45,81 на 3000 метара на митингу Бромли Твајлајт. Ји је започео свој тркачки програм за 2020. годину као један од четири мушка британска спортисте на трци ITU Светског купа у Мулулаби у Аустралији, забележивши најбрже време трчања од 14:55, али је завршио тек на 37. месту у укупном пласману због механичког квара пре Т2.
Ји је освојио сребрну медаљу на Олимпијским играма у Токију 2020. године, одржаним 2021. године, као и златну медаљу у мешовитом триатлону, у којем је био такмичар који је прешао циљну линију за тим. Ји је именован за члана Реда Британске империје на додели новогодишњих почасти 2022. године за заслуге у триатлону. 
Ји је освојио првенство у триатлону Суперлиге 2021. године. Победио је у последњој трци серије, одржаној у Малибуу, Калифорнија, прешавши циљну линију само делић секунде испред Белгијца Мартена ван Рила. Такође је победио на трци Супер лиге у триатлону, Џерзи, раније у сезони, завршивши испред свог саиграча из тима Џонатана Браунлија. Ји је такође завршио други на SLT Arena Games, Ротердам 2021.
Ји се такмичио у серији Arena Games Triathlon Powered by Zwift Esports Triathlon Super League Triathlon 2022. године. Серија ће крунисати првог светског шампиона у еспортовима у триатлону. На првом догађају серије, одржаном у Олимпијапарку у Минхену, Ји је завршио на 6. месту. Међутим, након промене правила на следећем такмичењу, одржаном у Олимпијском парку краљице Елизабете у Лондону, Ји је завршио на другом месту, тесно поражен од стране Немца Јустуса Нишлага. На последњем догађају серије, одржаном у Марина Беју у Сингапуру, Ји је завршио на другом месту иза Новозеланђанина Хејдена Вајлда. Међутим, то је било довољно да однесе победу у укупном пласману серије, што му је донело титулу првог светског шампиона у еспорт триатлону.
На Играма Комонвелта 2022. године, Ји је освојио прву златну медаљу на Играма у триатлону. Из пливања је изашао на 15. месту и у трци је сустигао водећег Хејдена Вајлда, освојивши своју прву велику трку сезоне са 13 секунди предности. Победа је дошла уз извесну контроверзу, јер се сматрало да је трка требало да има много теснији завршетак, пошто су Ји и Вајлд трчали раме уз раме у завршним фазама спринта, све док Вајлд није био приморан да одслужи казну од 10 секунди непосредно пре циља због откопчавања каишке пре него што му је бицикл правилно постављен на носач у транзицији, за шта „видео докази за наводни прекршај остају неубедљиви“.
Ји је освојио друго злато на Играма Комонвелта у мешовитој штафети са Софи Колдвел, Семом Дикинсоном и Џорџијом Тејлор-Браун. Стартовао је у првој деоници трке како би у другој деоници стекао предност од 20 секунди, коју је тим задржао и освојио трку. Ји се такмичио као џокер на отварању серије шампионата Суперлиге у триатлону 2022. године у Лондону. Завршио је трку на 3. месту, иза Метјуа Хаузера и Хејдена Вајлда.
Ји је освојио златну медаљу у триатлону на Олимпијским играма у Паризу 2024. године. Ји је такође освојила бронзану медаљу у екипној штафети, заједно са Џорџијом Тејлор-Браун, Сем Дикинсон и Бет Потер.
Био је један од носилаца заставе Велике Британије на церемонији затварања, заједно са гимнастичарком на трамболини Брајони Пејџ.

### 2025
27. априла 2025. године Ји је завршио свој први такмичарски маратон, претрчавши Лондонски маратон за 2:11:08. Био је други британски тркач који је завршио трку у елитној мушкој категорији, а заузео је четрнаесто место у укупном пласману и истовремено освојио сребро на маратону на Британском првенству у атлетици 2025. године.

## ТакмичењаITUСветске триатлонске серије
Резултати Јијеве трке ITU Светске триатлон серије су:
| Резултати        | Резултати                  | Резултати                                          | Резултати |
| Датум            | Такмичење                  | Место                                              | Ранг      |
| ---------------- | -------------------------- | -------------------------------------------------- | --------- |
| 8. август 2019.  | Светска триатлонска серија | Абу Даби                                           | 2         |
| 16. август 2019. | Светска триатлонска серија | Квалификациони догађај за Олимпијске игре у Токију | 33        |
| 31. август 2019. | Светска триатлонска серија | Велико финале Лозана                               | 13        |

## Такмичења ITU Светског купа у триатлону
Резултати Јијеве трке ITU серије Светског купа у триатлону су:
| Резултати           | Резултати         | Резултати | Резултати |
| Датум               | Такмичење         | Место     | Ранг      |
| ------------------- | ----------------- | --------- | --------- |
| 2. јун 2018.        | Светско првенство | Каљари    | 37        |
| 2. јун 2018.        | Светско првенство | Каљари    | 3         |
| 17. јун 2018.       | Светско првенство | Антверпен | 49        |
| 22. септембар 2018. | Светско првенство | Вејхај    | 8         |
| 14. март 2020.      | Светско првенство | Мулулаба  | 8         |